# Ophthalmoconalia
Ophthalmoconalia is een geslacht van kevers uit de familie spartelkevers (Mordellidae).
Het geslacht is voor het eerst wetenschappelijk beschreven in 1968 door Ermisch.

## Soorten
Het geslacht omvat de volgende soorten:
- Ophthalmoconalia castanea Ermisch, 1968
- Ophthalmoconalia strandi Horák, 1994